# ガードルブック

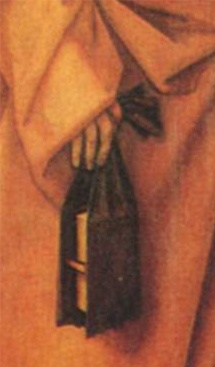
修道士の帯(ガードル)につり下がっている本。すぐに使え、盗難や風雨から保護されている

ガードルブック（英語: girdle book）とは、13世紀から16世紀の間、中世ヨーロッパの修道士・聖職者・貴族がアクセサリーとして身につけていた持ち運びのできる小さな本である。革のカバーを表紙の先まで細長く伸ばして端に大きな結び目を造り、帯やベルトにたくしこめるようにしてある。本は逆さま・後ろ向きの状態で吊されており、そのまま上に抱え上げればすぐに読めるようになっている。
通常、本の内容は宗教書であった。聖職者の聖務日課書、平信徒(特に女性)向けの時祷書などである。ガードルブックは、ハンズフリーで本を持ち運べ、盗難や風雨から本を守るといった実用的な機能もあったが、教養を受けた(少なくとも読み書きができる)裕福な身分である、という社会的地位の目に見える提示の役割もあった。
ガードルブックが最初に現れたのは13世紀後半で、15世紀の間に人気を獲得した。時には仰々しく宝石をあしらえた贈呈用の本などもあらわれたが、16世紀の後半には本自体が珍しくなくなったのに伴い、流行遅れとなった。ガードルブックを書いた絵図は数百点残っているが、もともとの製本で現存する中世のガードルブックは23冊しかない。年代が特定できる例ではドイツ・カストルのガードルブック(1453年頃)が最古である。
ガードルブックは、ハードカバーの表紙を超えて革や布を延ばしているという点で、当時の他の製本様式とは異質である。特に時祷書のような小さい個人用の本の場合、革のカバーは横にも延ばされて、使用しないときのさらなる保護材として使われた。端のあまりの部分で本を包み込み、留め具や紐で安全に閉じられるようにしたのである。さらに読むときには、本はカバー越しに持ち、読者の指よりも清潔な革の表面でページに触れるようになっていた。これにより、中世の書物の多くに見られるような下部の余白のしみ(図版にもよく見られる)がつくのが防がれた。とはいえ、読者がみな本を保護する持ち方を活用していたわけではないことは注意が必要である。